# Bur Gayo
Bur Gayo är ett berg i Indonesien.   Det ligger i provinsen Sumatera Utara, i den västra delen av landet, 1 500 km nordväst om huvudstaden Jakarta. Toppen på Bur Gayo är 1 813 meter över havet, eller 200 meter över den omgivande terrängen. Bredden vid basen är 4,6 km.
Terrängen runt Bur Gayo är varierad. Trakten runt Bur Gayo är nära nog obefolkad, med mindre än två invånare per kvadratkilometer. Det finns inga samhällen i närheten. I omgivningarna runt Bur Gayo växer i huvudsak städsegrön lövskog.